# Sent Pardós l'Ortigier
Sent Pardos l'Urtigier (en francès Saint-Pardoux-l'Ortigier) és un municipi francès situat al departament de la Corresa i a la regió de la Nova Aquitània.

## Demografia
| 1962                                       | 1968 | 1975 | 1982 | 1990 | 1999 | 2007 |
| ------------------------------------------ | ---- | ---- | ---- | ---- | ---- | ---- |
| 515                                        | 452  | 397  | 395  | 422  | 408  | 461  |
| Des de 1962: població sense dobles comptes |      |      |      |      |      |      |

## Administració
| Període | Identitat        | Partit |
| ------- | ---------------- | ------ |
| 2001-   | Bernard Farrugia |        |